# 松戸市立六実小学校
松戸市立六実小学校（まつどしりつ むつみしょうがっこう）は、千葉県松戸市六高台四丁目にある市立小学校。

## 沿革
- 1970年（昭和45年）9月14日 - 松戸市定例市議会において、松戸市立六実小学校の新設を議決する。
- 1971年（昭和46年）
  - 4月1日 - 松戸市立六実小学校として開校する。
  - 5月1日 - 児童数446名12学級
  - 5月22日 - 六実小学校PTAを結成する。
- 1972年（昭和47年）
  - 2月15日 - 交通安全模擬道路完成する（校門入口）。
  - 3月25日 - 校歌を制定する。
  - 3月30日 - 校舎二期工事及び体育館落成する。
  - 7月19日 - 学校プール完成する。
  - 11月15日 - 校旗、校章を制定する。創立記念日とする。
- 1973年（昭和48年）3月20日 - 第1回卒業証書授与式を行う（卒業生71名）。
- 1975年3月31日 - 新校舎落成　普通教室9　図工室1
- 1976年（昭和51年）
  - 6月21日 - 新給食室・調理室完成
  - 11月12日 - 松戸市教育委員会指定国語科学習公開研究会
- 1977年（昭和52年）
  - 4月1日 - 松戸市立六実第二小学校へ分離（2～5年児童）
  - 5月1日 - 児童数906名（沼南町受託児童123名）許可学級数23学級
  - 10月1日 - 1年学級増のため24学級となる。
- 1978年（昭和53年）5月1日 - 児童数1,029名（沼南町受託児童140名）許可学級数25学級
- 1979年（昭和54年）
  - 3月31日 - 普通教室4増築
  - 4月10日 - 児童増により30学級編成替
  - 5月1日 - 児童数1,229名　許可学級30学級
- 1981年（昭和56年）4月1日 - 松戸市立六実第三小学校へ分離（2～5年児童）
- 1983年（昭和58年）3月1日 - 体育館増築、視聴覚室・第2音楽室改築
- 1985年（昭和60年）8月3日 - 字の区域及び名称の変更に伴い住所変更。
- 1987年（昭和62年）10月1日 - 3年学級増のため17学級
- 1988年（昭和63年）10月1日 - 2年学級増のため17学級
- 1989年（平成元年）10月1日 - 東校舎・窓枠、児童昇降口、職員玄関、放送設備の改修工事
- 1990年（平成2年）11月15日 - 創立20周年記念式典
- 1991年（平成3年）9月1日 - 言語教室改築完成
- 1995年（平成7年）5月1日 - 児童数528名　認可学級数20学級（うち言語3）
- 1996年（平成8年）5月1日 - 児童数540名　認可学級数19学級（うち言語3）
- 1997年（平成9年）
  - 4月1日 - 千葉県夢を育む教育地域指定
  - 5月1日 - 児童数548名　認可学級数19学級（うち言語3）
- 1998年（平成10年）5月1日 - 児童数537名　認可学級数19学級（うち言語3）
- 1999年（平成11年）5月1日 - 児童数543名　認可学級数19学級（うち言語3）
- 2000年（平成12年）
  - 2月1日 - コンピュータ室完成（40台設置）
  - 5月1日 - 児童数551名　認可学級数20学級（うち言語3）
  - 11月15日 - 創立30周年記念式典
- 2001年（平成13年）5月1日 - 児童数560名　認可学級数19学級（うち言語2）
- 2002年（平成14年）5月1日 - 児童数592名　認可学級数20学級（うち言語2）
- 2003年（平成15年）5月1日 - 児童数606名　認可学級数20学級（うち言語2）
- 2004年（平成16年）5月1日 - 児童数581名　認可学級数20学級（うち言語2）
- 2005年（平成17年）
  - 3月10日 - 保健室全面改修
  - 5月1日 - 児童数573名　認可学級数20学級（うち言語2）
- 2006年（平成18年）5月1日 - 児童数571名　認可学級数20学級（うち言語2）
- 2007年（平成19年）5月1日 - 児童数554名　認可学級数20学級（うち言語2）
- 2008年（平成20年）
  - 4月1日 - 県及び市教委から福祉教育推進の研究指定を受ける（3ヶ年）[1]
  - 5月1日 - 児童数542名　認可学級数20学級（うち言語2）
- 2010年（平成22年）11月15日 - 創立40周年記念式典

## 学校教育目標
- げんき
- えがお
- めあて

## 校歌
『六実小学校校歌』
沢田繁二作詞、山本金雄作曲。

## 学校行事
- 4月 - 入学式、着任式、始業式、1年生を迎える会
- 5月 - 運動会
- 6月 -
- 7月 - 終業式
- 8月 -
- 9月 - 始業式
- 10月 -
- 11月 - 音楽祭、マラソン大会
- 12月 - 終業式
- 1月 - 始業式
- 2月 - 6年生を送る会
- 3月 - 卒業証書授与式、修了式、辞校式

## 学校周辺
- 六実市民センター
  - 松戸市立図書館 六実分館

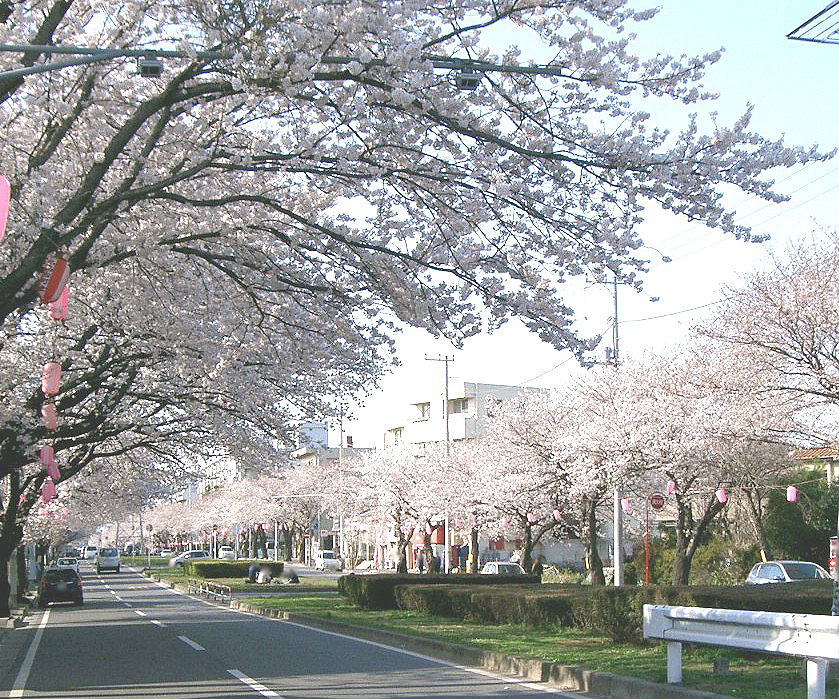
六高台さくら通り

- クリーンセンタースポーツ施設（温水プール等）
- 六高台さくら通り
- 千葉県立松戸六実高等学校
- 千葉県立鎌ケ谷西高等学校
- 松戸市立六実中学校
- 松戸市立六実第二小学校
- 松戸市立六実第三小学校
- 神戸物産（業務スーパー.松戸六高台店）
- しまむら 六高台店
- TSUTAYA 六高台店

## 交通
- 東武野田線六実駅下車徒歩15分
- 東武野田線高柳駅下車徒歩25分